# 倖田柚希
倖田 柚希（こうだ ゆずき、1989年2月10日 - ）は、山梨県出身の女性タレント。合同会社DMM.com（DMMぱちタウン）所属。

## 略歴
山梨県出身。高校卒業後、東京のトリマー専門学校に進学。専門学校在学中にパチスロ専門店でアルバイトを始め、全く知らなかったパチスロを勉強するうちにパチスロにハマり、専門誌のライターになりたいという夢を持つようになる。
専門学校を卒業してペットショップに就職するが、休日の少なさと給料の安さから退職。退職後は、実家に戻り引き籠り生活を送っていたが、一念発起しライターを目指しDMMぱちタウンのオーディションを受け合格し、ぱちタウンの1期生として活動を開始。
DMMぱちタウンの番組出演の他、スカパー!の専門チャンネル等の番組にも多数出演している。
2018年10月、自身のYouTubeチャンネル『こゆずちゃんねる』（現:ゆずっきーちゃんねる）を開設。
2020年9月20日、『こゆずちゃんねる』で結婚を発表。
2021年7月20日よりeスポーツチーム「原宿STREET GAMERS」のストリーマー部門に所属。
2022年11月1日より活動を休止することを発表。
2023年3月1日より活動を再開。
2024年5月1日、自身のXにて昨年離婚した事を発表。

## 人物
- 愛称は「ゆずっきー」
- 固い解説番組からバラエティ番組まで幅広く出演している
- パチスロ主体だが、パチンコも打つ。
- 可愛らしいアニメ声で多数のファンを魅了している。
- 公式ツイッターに「栗まん!!」というコメントと共に栗まんじゅうをニーハイを履いた太ももの上に乗せた画像を投稿[9]。それが反響を呼び、それから「栗まん娘」と呼ばれる事が多くなり、『激!今夜もドル箱』（テレビ東京）に出演した際にも「栗まん大好き 童顔ライター」と紹介される。また、下ネタのような発言が多くツイートされるようになる。
- ジグソーパズルやゲームなど、細かい作業が得意である。

## 出演

### テレビ番組
- 激!今夜もドル箱（2017年10月 2018年4月 2018年6月 2019年4月、テレビ東京） - 指南役
- パチスロリーグシリーズ（MONDO TV）
  - おいで!パチスロリーグ（2017年9月 - 2018年8月）
  - 闘え!パチスロリーグ（2018年9月 - 2019年8月）
  - 恋するパチスロリーグ（2019年8月 - 2020年11月） - 実況・解説
  - いいね!パチスロリーグ（2020年12月 - 2021年10月） - 実況・解説
  - あつまれ!パチスロリーグ（2021年11月 - 2022年9月）
  - みんなのパチスロリーグ（2023年7月 - ） - 実況・解説
- 王庭伝説（2018年9月、2018年12月 - 2021年7月、テレビ埼玉）
- eスポでドン！（2021年12月 - 2022年3月、BS12 トゥエルビ）

### CM
- G&Eビジネススクール WEB（2017年）

### 雑誌
- パチンコ必勝本CLIMAX（2017年10月号 辰巳出版）付録DVD ゲスト出演

### イベント
- ユニバカ×サミフェス2017
- パチスロサミット2017
- DMMぱちタウン4周年ファンフェスティバル（DMMぱちタウン）
- PACHI EVA FES 2017
- 「パチスロ 新世紀エヴァンゲリオン～まごころを、君に～2」感謝祭
- みんなのパチンコフェス 2019

### WEB配信
- 新台REAL収録（DMMぱちタウン）
- ぱちぱちライター部（DMMぱちタウン）
- 王道（DMMぱちタウン）
- 微女と野獣（DMMぱちタウン）
- ゆずPON！(DMMぱちタウン)
- ラブスマイルRETURNS！（DMMぱちタウン）
- 倖田柚希のサンキューチャレンジ！！！（キコーナチャンネル）
- ナツ美、橘リノ、倖田柚希のファーストクラス（ダイナム 公式チャンネル）
- ねだるな！勝ちとれ！！ #1（プラザ5チャンネル）
- パチパチ高尾学園（高尾ちゃんねる）
- くりと倖田柚希のTEAM K（ニラクYouTubeチャンネル）

### その他
- SANYO「海日和 月刊！海ッ娘」
- DMM競輪イメージキャラクター（2018年度）
- 北海道ベガスベガス応援サポーター（2020年、2021年）
- 山形ベガスベガス応援サポーター（2021年）